# Misača
Misača (cyr. Мисача) – wieś w Serbii, w okręgu szumadijskim, w gminie Aranđelovac. W 2011 roku liczyła 659 mieszkańców.